# Ulf G. Lindén
Ulf Gösta Lindén, född 13 december 1937 i Amiralitetsförsamlingen i Karlskrona, död 3 januari 2009, var en svensk industriman och finansman.

## Biografi
Ulf G. Lindén tog sjökaptensexamen vid Sjöbefälsskolan i Stockholm 1959, reservofficerexamen i flottan 1960, blev fänrik där 1960 och arbetade därefter till sjöss som överstyrman och vikarierande befälhavare på en trad till Asien fram till 1965, då han anställdes som försäljningschef på Färg AB International samt direktör där 1972-74. Han tog civilekonomexamen vid Handelshögskolan i Göteborg 1971 och diplomerades vid Harvard Business School 1972.
Åren 1974-81 var Ulf G. Lindén verkställande direktör för det då börsnoterade AB Wilh. Becker, och 1980 blev han VD för Scandinavian Trading Company AB (STC). Åren 1981-87 var han vice VD i AB Volvo, och byggde då också upp en egen företagsverksamhet.
År 1985 köpte han ut aktierna i det börsnoterade AB Wilh. Becker. Året efter bröts bolagets affärsområde Konsument och Yrkesmåleri ut och gick ihop med Alfort & Cronholms färgsektion till Alcro-Beckers AB, vilket 1988 blev helägt av AB Wilh. Becker.
Den privatägda Lindéngruppen AB är idag ett av Sveriges största familjeföretag.
Ulf G.Lindén byggde upp en ansenlig förmögenhet, och samarbetade under en period med Anders Wall. Han hade vid slutet av 2005 en beräknad förmögenhet av 3,8 miljarder kronor, vilket placerade honom som nr 42 på en lista av Sveriges rikaste personer.. Han var under en längre tid engagerad i utvecklingen av Ekonomihögskolan vid Lunds universitet, och blev utsedd till hedersdoktor där 1999. År 2000 promoverades han till hedersdoktor vid Blekinge tekniska högskola. Han var också intresserad av konst. Lindéngruppen ligger bakom konsthallen Färgfabriken i Liljeholmen och Beckers Konstnärsstipendium och äger en tidigare i Palmcrantzska fabriken i Stockholm visad samling av verk av Erik Höglund.
Lindén var son till örlogskapten Gösta Lindén och Gunborg Lindén, född Skänk, och var 1962-65 gift med ViviAnn Ericson. Han är far till Jenny Lindén Urnes.